# ジョレス・メドヴェージェフ
ジョレス・アレクサンドロヴィチ・メドヴェージェフ（ロシア語: Жоре́с Алекса́ндрович Медве́дев 、英語: Zhores Aleksandrovich Medvedev、1925年11月14日 - 2018年11月15日）は、ロシアの生物学者、歴史家。双子の弟は歴史家のロイ・メドヴェージェフ。

## 経歴
ソビエト連邦下のグルジア・トビリシで生まれた。父親は赤軍軍政アカデミーの哲学講師、マルクス主義研究者であったが、大粛清のさなかである1938年にブハーリン主義者であるとして逮捕され、モスクワのブティルカ監獄（ru:Бутырская тюрьма）で長期にわたって拷問を受けたあと、シベリア東部コルィマの強制収容所（ラーゲリ）に送られ、1941年に死亡した。ジョレス、ロイと母親は宿舎を追われ、転々とした後ロストフ・ナ・ドヌに移住したが、独ソ戦のためトビリシに避難した。モスクワの農科大学（ru:Московская сельскохозяйственная академия имени К. А. Тимирязева）に進み、生物学博士候補となった。
1969年に『ルイセンコ学説の興亡』をアメリカ合衆国で出版したことから、オブニンスクの放射線医学研究所分子生物学研究室長を解任された。カルーガの精神病施設に予防拘禁され、同書の出版や、地下出版とのかかわりについて尋問された。1973年、イギリス出張中にソビエト連邦国籍を剥奪されたが、1990年回復した。
ソビエト連邦共産党を除名されてからも国内で活動し続けたロイと異なり、ジョレスは非党員でありイギリスに国外追放されたが、ともに言論の自由、表現の自由、学問の自由のために闘った点で共通しており、多くの共著がある。
2018年11月15日にロンドンの自宅にて死去。93歳没。

## 著作
- 金光不二夫訳『ルイセンコ学説の興亡 : 個人崇拝と生物学』河出書房新社、1971年
- 金光不二夫訳『ソビエト科学と自由』タイムライフ・インターナショナル「タイムライフ ブックス」、1972年
- 安井侑子訳『ソルジェニーツィンの闘い : 「イワン・デニーソヴィチの一日」から十年』新潮社〈新潮選書〉、1974年
- ロイとの共著、石堂清倫訳『告発する！狂人は誰か : 顛狂院の内と外から』三一書房、1977年
- ロイとの共著、下斗米伸夫訳 『フルシチョフ権力の時代』御茶の水書房、1980年
- 熊井譲治訳『ソ連における科学と政治』みすず書房、1980年
- 梅林宏道訳『ウラルの核惨事』技術と人間、1982年
- 毎日新聞外信部訳『アンドロポフ : クレムリン権力への道』毎日新聞社、1983年
- 毎日新聞外信部訳『ゴルバチョフ : 若き書記長はソ連を変えられるか』毎日新聞社、1987年
- 吉本晋一郎訳『チェルノブイリの遺産』みすず書房、1992年
- 佐々木洋訳『ソヴィエト農業1917-1991 : 集団化と農工複合の帰結』北海道大学図書刊行会、1995年[6]
- 共著『市場社会の警告』現代思潮新社、1999年 ISBN 9784329004086
- ロイとの共著『知られざるスターリン』久保英雄訳、現代思潮新社、2003年、ISBN 4329004283
- ロイとの共著『ソルジェニーツィンとサハロフ』大月晶子・佐々木洋訳、現代思潮新社、2005年、ISBN 4329004410
- ロイとの共著『回想 1925-2010』佐々木洋監訳、天野尚樹訳、現代思潮新社、2012年、ISBN9784329200485
- 『ジョレス・メドヴェージェフ、ロイ・メドヴェージェフ選集』佐々木洋解題・監修、名越陽子訳、現代思潮新社、2017-18年

全4巻で順に、歴史の審判に向けて　スターリンとスターリン主義について／ウラルの核惨事／生物学と個人崇拝　ルイセンコの興亡